# Acropora rambleri
Acropora rambleri là một loài san hô trong họ Acroporidae. Loài này được Bassett-Smith mô tả khoa học năm 1890.